# SpindleHorse Toons
SpindleHorse Toons — студия по созданию анимации, основанная Вивьен Медрано. Она базируется в Бербанке, Калифорния, США. Является главной студией для мультсериала «Отель Хазбин» и его спин-оффа «Аццкий босс». Также студия занималась другими проектами, такими, как «Holidaze» и «Зоофобия».
У студии есть коммерческое сотрудничество с Geffen Records, организованное вместе с Сэмом Хафтом для создания совместного лейбла «SpindleHorse Music».